# Liste du patrimoine mondial aux Îles Salomon
Cet article recense les sites inscrits au patrimoine mondial aux Îles Salomon.

## Statistiques
Les Îles Salomon (Îles Salomon pour l'UNESCO) adhèrent la Convention pour la protection du patrimoine mondial, culturel et naturel le 10 juin 1992. Le premier site protégé est inscrit en 1998.
En 2013, les Salomon compte 1 site inscrit au patrimoine mondial,  1 naturel. 
Le pays a également soumis 2 sites à la liste indicative, 

## Listes

### Patrimoine mondial
Les sites suivants sont inscrits au patrimoine mondial.
| Id. | Bien        | Province           | Année | Superficie (ha) | Critères et notes                   | Coordonnées                   | Illus. |
| --- | ----------- | ------------------ | ----- | --------------- | ----------------------------------- | ----------------------------- | ------ |
| 854 | Rennell Est | Rennell et Bellona | 1998  | 37 000          | Naturel, (ix) En péril depuis 2013. | 11° 40′ 59″ S, 160° 19′ 59″ E |        |

### Liste indicative
Les biens suivants sont proposés sur la liste indicative du pays en 2024.  Les noms fournis par les Îles Salomon sont en anglais : les traductions en français sont données ici à titre indicatif.
| Id.  | Bien                                              | Province(s)                                | Année | Critères et notes | Coordonnées | Illus. |
| ---- | ------------------------------------------------- | ------------------------------------------ | ----- | --- | --- | ------ |
| 5414 | Complexe Marovo (en) - Tetepare                   | Ouest                                      | 2008  | Mixte, (iii), (v), (vi), (vii), (viii), (ix), (x) | 8° 44′ 31″ S, 157° 33′ 40″ E                                                                                         |        |
| 5416 | Patrimoine des forêts tropicales des îles Salomon | Choiseul, Guadalcanal, Makira-Ulawa, Ouest | 2008  | Naturel, (vii), (ix), (x) La proposition comprend 4 sites distincts : hauts-plateaux des Bauro (île San Cristóbal), région du mont Maetambe (île Choiseul), forêts du cratère central de Kolombangara, région du mont Popomanaseu (Guadalcanal). | 10° 38′ 00″ S, 161° 54′ 00″ E 7° 07′ 59″ S, 156° 57′ 00″ E 7° 58′ 01″ S, 157° 03′ 58″ E 9° 42′ 14″ S, 160° 03′ 40″ E |        |